# Milano (film)
Milano is een Belgische film uit 2024, geschreven en geregisseerd door Christina Vandekerckhove en haar regiedebuut. De hoofdrollen worden vertolkt door Matteo Simoni en Basil Wheatley.

## Verhaal
Alain, die zelf opgroeide in een instelling, probeert zijn dove elfjarige zoon Milano alleen op te voeden. Ze wonen in een sociale woonwijk en trachten er het beste van te maken, maar alles verandert als de moeder van Milano plots voor de deur staat.

## Rolverdeling
| Acteur          | Personage          |
| --------------- | ------------------ |
| Matteo Simoni   | Alain              |
| Basil Wheatley  | Milano             |
| Taeke Nicolaï   | Amanda De Groote   |
| Jo Deseure      | Susanne            |
| Alexia Depicker | Renee Vanderkeelen |
| Thibaud Dooms   | Jeffrey            |

## Productie
Milano is het speelfilmdebuut van Christina Vandekerckhove na de documentaire Rabot en de kortfilm Mia. De productie werd een paar keer uitgesteld wegens de coronapandemie maar Vandekerckhove vertelde dat ze van die tijd gebruik maakte om gebarentaal te leren. Basil Wheatley die de rol van Milano speelt, is zelf ook doof. De film wordt geproduceerd door Lunanime, in coproductie met Bastide Films, Dragons Films en VRT en met de steun van het Vlaams Audiovisueel Fonds, de Vlaamse overheid, het centre du Cinéma et de l’audiovisuel de la Fédération Wallonie-Bruxelles, het Nederlands Filmfonds, Eurimages, Stad Gent, the Creative Europe Programme – MEDIA, Tax shelter van de Belgische Federale overheid, Lumière Invest en Lumière Publishing.

### Filmopnames
De filmopnames vonden plaats van 3 juli tot einde augustus 2023.

## Release
Milano ging op 15 oktober 2024 in première op het Film Fest Gent 2024.